# Allenatori dell'Associazione Calcio Milan
Qui di seguito sono riportati gli allenatori dell'Associazione Calcio Milan, società calcistica italiana per azioni con sede a Milano.

## Storia
Sono 63 gli allenatori che dal 1899 hanno assunto la guida tecnica del Milan, quattro dei quali con la funzione aggiuntiva di direttore tecnico e altri quattro prima con l'incarico esclusivo di allenatore e successivamente con quello supplementare di direttore tecnico. Il primo allenatore nella storia rossonera è stato Herbert Kilpin, nonché capitano e fondatore del club. Kilpin rimase alla guida della squadra fino al 1906, anno in cui fu sostituito da Daniele Angeloni. Il primo allenatore professionista ingaggiato dal Milan fu, nel 1922, l'austriaco Ferdi Oppenheim, che fu anche il primo allenatore straniero della storia rossonera: rimase alla guida della società per due stagioni.

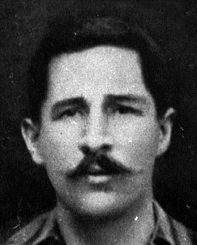
Herbert Kilpin, cofondatore e primo allenatore del Milan

L'allenatore rossonero più vincente e longevo risulta essere Nereo Rocco, in carica per 4 periodi diversi: dal 1961 al 1963, dal 1967 al 1972 e infine come direttore tecnico dal 1972 al 1974, dal 1975 al 1976 e nel 1977, per un totale di 459 panchine in 13 stagioni (9 complete e altre 4 solo per alcune partite). Nel corso della sua gestione il Milan ha vinto 10 titoli: 2 scudetti, 3 Coppe Italia, 2 Coppe dei Campioni (il Milan del Paròn, come viene soprannominato Rocco, è stata la prima compagine italiana a vincere quest'ultima), 2 Coppe delle Coppe e una Coppa Intercontinentale.
Un altro tecnico che ha segnato la storia rossonera è stato Arrigo Sacchi. Il Profeta di Fusignano condusse il Milan alla conquista di 2 Coppe dei Campioni consecutive (nel 1988-1989 e nel 1989-1990), vinte a distanza di venti anni dall'ultimo successo europeo, e altrettante Coppe Intercontinentali e Supercoppe europee consecutive (nel 1989 e nel 1990). A livello nazionale conquistò inoltre lo scudetto nel 1987-1988 e la Supercoppa italiana nel 1988. Ma gli uomini di Sacchi non vengono ricordati solo per il gran numero di trionfi, ma anche e soprattutto per la qualità del gioco espresso: secondo un sondaggio del 2007 effettuato dalla rivista inglese World Soccer, il "Milan degli olandesi" guidato da Sacchi è infatti la più forte squadra di club di tutti i tempi e la quarta assoluta nella speciale classifica, dov'è preceduta solo da Nazionali (Brasile 1970, Paesi Bassi 1974 e Ungheria 1953-1954).

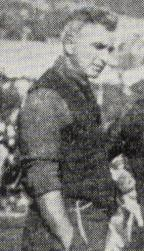
Ferdi Oppenheim, primo allenatore professionista e primo allenatore straniero del Milan

A Sacchi subentrò nel 1991 Fabio Capello, ex calciatore rossonero e allora tecnico della Primavera. In 5 stagioni il Milan vinse 4 scudetti (3 dei quali consecutivi), una Champions League, tre Supercoppe italiane ed una Supercoppa europea. Capello risulta essere il secondo allenatore milanista più vincente di sempre per numero di trofei (9), alle spalle solo di Rocco (10). Inoltre quel Milan, soprannominato Milan degli "invincibili", stabilì il record di 58 risultati utili consecutivi in Serie A.
Da ricordare, infine, Carlo Ancelotti, unico rossonero ad aver vinto con il Milan 2 Champions League in campo e altrettante in panchina. Allenatore dal 2001 al 2009, è il secondo tecnico con il maggior numero di partite alla guida del Diavolo, dopo Nereo Rocco, con 420 gare dirette.
Venticinque giocatori hanno vestito la maglia rossonera e si sono in seguito seduti sulla panchina del Milan; essi sono, in ordine cronologico: Daniele Angeloni, Giannino Camperio, Guido Moda, József Bánás, Giuseppe Santagostino, Arrigo Morselli, Héctor Puricelli, Paolo Todeschini, Nils Liedholm, Arturo Silvestri, Cesare Maldini, Giovanni Trapattoni, Paolo Barison, Massimo Giacomini, Luigi Radice, Francesco Zagatti, Fabio Capello, Giorgio Morini, Mauro Tassotti, Carlo Ancelotti, Leonardo, Clarence Seedorf, Filippo Inzaghi, Cristian Brocchi e Gennaro Gattuso. A questi si aggiungono Herbert Kilpin e Gunnar Gren, che furono contemporaneamente giocatore e allenatore.

## Elenco cronologico degli allenatori
Di seguito l'elenco degli allenatori del Milan dall'anno della fondazione e i relativi trofei vinti.
- 1900-1906  Herbert Kilpin
- 1907  Daniele Angeloni
- 1908-1911  Giannino Camperio
- 1911-1912 Commissione tecnica: Ernesto Belloni
- 1912-1913 Commissione tecnica: Piero Peverelli
- 1913-1914 Commissione tecnica: Cesare Stabilini, Mario Beltrami e Piero Peverelli
- 1914-1915 Commissione tecnica: Cesare Stabilini, Mario Beltrami e Carlo Colombo
- 1915-1918 Carica vacante
- 1918-1919 Commissione tecnica: Innocente Corti, Carlo e Attilio Colombo
- 1919-1921  Guido Moda
- 1921-1922 Carica vacante
- 1922-1924  Ferdi Oppenheim
- 1924-1926  Vittorio Pozzo
- 1926  Guido Moda
- 1926-1928  Herbert Burgess
- 1928-1931  Engelbert König
- 1931-1933  József Bánás
- 1933-1934  József Viola
- 1934-1936  Adolfo Baloncieri
- 1936-1937  Adolfo Baloncieri (1ª-10ª)
 William Garbutt (11ª-30ª)
- 1937-1938  József Bánás &  Hermann Felsner (DT)
- 1938-1939  József Bánás &  Hermann Felsner (DT) (1ª-4ª)
 József Bánás (5ª-20ª)
 József Bánás & József Viola (DT) (21ª-30ª)
- 1939-1940  József Bánás & József Viola (DT) (1ª-23ª)
 József Bánás (24ª-30ª)
- 1940-1941  Guido Ara & Antonio Busini (DT)
- 1941-1943  Mario Magnozzi
- 1943-1945  Giuseppe Santagostino
- 1945-1946  Adolfo Baloncieri
- 1946-1949  Giuseppe Bigogno
- 1949-1952  Lajos Czeizler &  Antonio Busini (DT)
- 1952-1953  Mario Sperone & Antonio Busini (DT)
 Gunnar Gren & Antonio Busini (DT) (Coppa Latina)
- 1953-1954  Arrigo Morselli & Antonio Busini (DT) (1ª-9ª)
 Arrigo Morselli &  Béla Guttmann (DT) (10ª-12ª)
 Béla Guttmann (13ª-34ª)
- 1954-1955  Béla Guttmann (1ª-19ª)
 Héctor Puricelli (20ª-34ª)
- 1955-1956  Héctor Puricelli
- 1956-1958  Giuseppe Viani
- 1958-1960  Luigi Bonizzoni & Giuseppe Viani (DT)
- 1960-1961  Paolo Todeschini & Giuseppe Viani (DT)
- 1961-1963  Nereo Rocco & Giuseppe Viani (DT)
- 1963-1964  Luis Carniglia &  Giuseppe Viani (DT) (1ª-23ª)
 Nils Liedholm &  Giuseppe Viani (DT) (24ª-34ª)
- 1964-1965  Nils Liedholm &  Giuseppe Viani (DT)
- 1965-1966  Nils Liedholm (1ª-17ª, 19ª-24ª)[12]
 Giovanni Cattozzo (18ª, 25ª-30ª)[13]
- 1966-1967  Arturo Silvestri
- 1967-1972  Nereo Rocco
- 1972-1973  Cesare Maldini & Nereo Rocco (DT)
- 1973-1974  Nereo Rocco (1ª-8ª)
 Cesare Maldini & Nereo Rocco (DT) (9ª-17ª)
 Cesare Maldini (18ª-24ª)
 Giovanni Trapattoni (25ª-30ª)
- 1974-1975  Gustavo Giagnoni
- 1975-1976  Giovanni Trapattoni & Nereo Rocco (DT)
- 1976  Paolo Barison & Nereo Rocco (DT)
- 1976-1977  Giuseppe Marchioro (1ª-15ª)
 Nereo Rocco (DT) (16ª-30ª)
- 1977-1979  Nils Liedholm
- 1979-1980  Massimo Giacomini
- 1980-1981  Massimo Giacomini (1ª-37ª)
 Italo Galbiati (38ª)
- 1981-1982  Luigi Radice (1ª-16ª)
 Italo Galbiati (17ª-20ª)
 Italo Galbiati &  Francesco Zagatti (21ª-22ª)
 Italo Galbiati (23ª-30ª)
- 1982-1983  Ilario Castagner
- 1983-1984  Ilario Castagner (1ª-24ª)
 Italo Galbiati (25ª-30ª)
- 1984-1986  Nils Liedholm
- 1986-1987  Nils Liedholm (1ª-25ª)
 Fabio Capello (26ª-30ª)
- 1987-1991  Arrigo Sacchi
- 1991-1996  Fabio Capello
- 1996-1997  Giorgio Morini &  Óscar Tabárez (DT) (1ª-11ª)
 Arrigo Sacchi (12ª-34ª)
- 1997-1998  Fabio Capello
- 1998-2000  Alberto Zaccheroni
- 2000-2001  Alberto Zaccheroni (1ª-22ª)
 Mauro Tassotti & Cesare Maldini (DT) (23ª-34ª)
- 2001-2002  Antonio Di Gennaro &  Fatih Terim (DT) (1ª-10ª[14])
 Carlo Ancelotti (11ª-34ª[15])
- 2002-2009  Carlo Ancelotti
- 2009-2010  Leonardo
- 2010-2013  Massimiliano Allegri
- 2013-2014  Massimiliano Allegri (1ª-19ª)
 Mauro Tassotti (ad interim[16])
 Clarence Seedorf (20ª-38ª)
- 2014-2015  Filippo Inzaghi
- 2015-2016  Siniša Mihajlović (1ª-32ª)
 Cristian Brocchi (33ª-38ª)
- 2016-2017  Vincenzo Montella
- 2017-2018  Vincenzo Montella (1ª-14ª)
 Gennaro Gattuso (15ª-38ª)
- 2018-2019  Gennaro Gattuso
- 2019-2020  Marco Giampaolo (1ª-7ª)
 Stefano Pioli (8ª-38ª)
- 2020-2024  Stefano Pioli
- 2024-2025  Paulo Fonseca (1ª-18ª[17])
 Sérgio Conceição (19ª-38ª)
- 2025-  Massimiliano Allegri

## Statistiche
I dati, aggiornati al 17 agosto 2025, includono tutte le partite ufficiali.
| Nome                  | Nazionalità | Stagioni | Periodo/i                             | G   | V   | N   | P  | % V   | Note             |
| --------------------- | ----------- | -------- | ------------------------------------- | --- | --- | --- | -- | ----- | ---------------- |
| Massimiliano Allegri  | Italia      | 5        | 2010-2014, 2025-                      | 179 | 92  | 49  | 38 | 51,40 |                  |
| Carlo Ancelotti       | Italia      | 8        | 2001-2009                             | 420 | 238 | 101 | 81 | 56,67 |                  |
| Daniele Angeloni      | Italia      | 1        | 1907                                  | 6   | 4   | 2   | 0  | 66,67 |                  |
| Guido Ara             | Italia      | 1        | 1940-1941                             | 32  | 13  | 10  | 9  | 40,63 | [ N 5 ]          |
| Adolfo Baloncieri     | Italia      | 4        | 1934-1936, 1945-1946                  | 116 | 44  | 32  | 40 | 37,93 |                  |
| József Bánás          | Ungheria    | 5        | 1931-1933, 1937-1940                  | 173 | 67  | 50  | 56 | 38,73 | [ N 6 ]          |
| Paolo Barison         | Italia      | 1        | 1976                                  | 5   | 1   | 2   | 2  | 20,00 | [ N 7 ]          |
| Giuseppe Bigogno      | Italia      | 3        | 1946-1949                             | 116 | 61  | 27  | 28 | 52,59 |                  |
| Luigi Bonizzoni       | Italia      | 3        | 1958-1960                             | 87  | 47  | 25  | 15 | 54,02 | [ N 8 ]          |
| Cristian Brocchi      | Italia      | 1        | 2016                                  | 7   | 2   | 2   | 3  | 28,57 |                  |
| Herbert Burgess       | Inghilterra | 2        | 1926-1928                             | 64  | 30  | 14  | 20 | 46,88 |                  |
| Antonio Busini        | Italia      | 6        | 1940-1941, 1949-1953                  | 193 | 110 | 46  | 37 | 56,99 | [ N 9 ]          |
| Giannino Camperio     | Italia      | 3        | 1908-1911                             | 33  | 16  | 3   | 14 | 48,48 | [ N 11 ]         |
| Fabio Capello         | Italia      | 7        | 1987, 1991-1996, 1997-1998            | 300 | 161 | 94  | 45 | 53,67 |                  |
| Luis Carniglia        | Argentina   | 1        | 1963-1964                             | 30  | 16  | 8   | 6  | 53,33 | [ N 8 ]          |
| Ilario Castagner      | Italia      | 2        | 1982-1984                             | 78  | 36  | 32  | 10 | 46,15 |                  |
| Giovanni Cattozzo     | Italia      | 1        | 1966                                  | 11  | 2   | 4   | 5  | 18,18 |                  |
| Sérgio Conceição      | Portogallo  | 1        | 2024-2025                             | 31  | 16  | 5   | 10 | 51,61 |                  |
| Lajos Czeizler        | Ungheria    | 3        | 1949-1952                             | 116 | 75  | 24  | 17 | 64,66 | [ N 5 ]          |
| Antonio Di Gennaro    | Italia      | 1        | 2001                                  | 13  | 8   | 3   | 2  | 61,54 | [ N 12 ]         |
| Hermann Felsner       | Austria     | 2        | 1937-1938                             | 42  | 17  | 15  | 10 | 40,48 | [ N 9 ]          |
| Paulo Fonseca         | Portogallo  | 1        | 2024                                  | 24  | 12  | 6   | 6  | 50,00 |                  |
| Italo Galbiati        | Italia      | 3        | 1981, 1982, 1984                      | 26  | 10  | 6   | 10 | 38,46 | [ N 13 ]         |
| William Garbutt       | Inghilterra | 1        | 1936-1937                             | 26  | 13  | 8   | 5  | 50,00 |                  |
| Gennaro Gattuso       | Italia      | 2        | 2017-2019                             | 83  | 40  | 23  | 20 | 48,19 |                  |
| Massimo Giacomini     | Italia      | 2        | 1979-1981                             | 79  | 36  | 26  | 17 | 45,57 |                  |
| Gustavo Giagnoni      | Italia      | 2        | 1974-1975                             | 47  | 22  | 17  | 8  | 46,81 |                  |
| Marco Giampaolo       | Italia      | 1        | 2019                                  | 7   | 3   | 0   | 4  | 42,86 |                  |
| Gunnar Gren           | Svezia      | 1        | 1953                                  | 2   | 1   | 0   | 1  | 50,00 | [ N 5 ] [ N 14 ] |
| Béla Guttmann         | Ungheria    | 2        | 1953-1955                             | 44  | 25  | 11  | 8  | 56,82 |                  |
| Filippo Inzaghi       | Italia      | 1        | 2014-2015                             | 40  | 14  | 13  | 13 | 35,00 |                  |
| Herbert Kilpin        | Inghilterra | 7        | 1900-1906                             | 19  | 9   | 4   | 6  | 47,37 | [ N 14 ]         |
| Engelbert König       | Austria     | 3        | 1928-1931                             | 100 | 41  | 25  | 34 | 41,00 |                  |
| Leonardo              | Brasile     | 1        | 2009-2010                             | 48  | 23  | 13  | 12 | 47,92 |                  |
| Nils Liedholm         | Svezia      | 8        | 1964-1966, 1977-1979, 1984-1987       | 280 | 128 | 90  | 62 | 45,71 | [ N 15 ]         |
| Mario Magnozzi        | Italia      | 2        | 1941-1943                             | 69  | 26  | 17  | 26 | 37,68 |                  |
| Cesare Maldini        | Italia      | 3        | 1972-1973, 1973-1974, 2001            | 83  | 47  | 17  | 19 | 56,63 | [ N 16 ]         |
| Giuseppe Marchioro    | Italia      | 1        | 1976-1977                             | 25  | 8   | 11  | 6  | 32,00 |                  |
| Siniša Mihajlović     | Serbia      | 1        | 2015-2016                             | 38  | 19  | 10  | 9  | 50,00 |                  |
| Guido Moda            | Italia      | 3        | 1919-1921, 1926                       | 55  | 29  | 7   | 19 | 52,73 |                  |
| Vincenzo Montella     | Italia      | 2        | 2016-2017                             | 64  | 32  | 14  | 18 | 50,00 |                  |
| Giorgio Morini        | Italia      | 1        | 1996                                  | 22  | 8   | 7   | 7  | 36,36 | [ N 3 ]          |
| Arrigo Morselli       | Italia      | 1        | 1953                                  | 9   | 4   | 3   | 2  | 44,44 | [ N 5 ]          |
| Ferdi Oppenheim       | Austria     | 2        | 1922-1924                             | 39  | 14  | 13  | 12 | 35,90 |                  |
| Stefano Pioli         | Italia      | 5        | 2019-2024                             | 240 | 130 | 58  | 52 | 54,17 |                  |
| Vittorio Pozzo        | Italia      | 2        | 1924-1926                             | 33  | 13  | 1   | 19 | 39,39 |                  |
| Héctor Puricelli      | Uruguay     | 2        | 1955-1956                             | 59  | 29  | 16  | 14 | 49,15 |                  |
| Luigi Radice          | Italia      | 1        | 1981-1982                             | 23  | 6   | 8   | 9  | 26,09 |                  |
| Nereo Rocco           | Italia      | 13       | 1961-1963, 1967-1974, 1975-1976, 1977 | 459 | 243 | 136 | 80 | 52,94 | [ N 17 ]         |
| Arrigo Sacchi         | Italia      | 5        | 1987-1991, 1996-1997                  | 220 | 113 | 69  | 38 | 51,36 |                  |
| Giuseppe Santagostino | Italia      | 2        | 1943-1945                             | 34  | 11  | 9   | 14 | 32,35 |                  |
| Clarence Seedorf      | Paesi Bassi | 1        | 2014                                  | 22  | 11  | 2   | 9  | 50,00 | [ N 18 ]         |
| Arturo Silvestri      | Italia      | 1        | 1966-1967                             | 42  | 17  | 16  | 9  | 40,48 |                  |
| Mario Sperone         | Italia      | 1        | 1952-1953                             | 34  | 17  | 9   | 8  | 50,00 | [ N 5 ]          |
| Óscar Tabárez         | Uruguay     | 1        | 1996                                  | 22  | 8   | 7   | 7  | 36,36 | [ N 9 ]          |
| Mauro Tassotti        | Italia      | 2        | 2001, 2014                            | 13  | 6   | 4   | 3  | 46,15 | [ N 4 ]          |
| Fatih Terim           | Turchia     | 1        | 2001                                  | 13  | 8   | 3   | 2  | 61,54 | [ N 9 ]          |
| Paolo Todeschini      | Italia      | 1        | 1960-1961                             | 36  | 19  | 9   | 8  | 52,78 | [ N 8 ]          |
| Giovanni Trapattoni   | Italia      | 2        | 1974, 1975-1976                       | 47  | 21  | 13  | 13 | 44,68 | [ N 19 ]         |
| Giuseppe Viani        | Italia      | 9        | 1956-1965                             | 376 | 203 | 95  | 78 | 53,99 | [ N 20 ]         |
| József Viola          | Ungheria    | 3        | 1933-1934, 1938-1940                  | 71  | 27  | 18  | 26 | 38,03 | [ N 21 ]         |
| Alberto Zaccheroni    | Italia      | 3        | 1998-2001                             | 125 | 54  | 44  | 27 | 43,20 |                  |
| Francesco Zagatti     | Italia      | 1        | 1982                                  | 2   | 0   | 0   | 2  | &0,00 | [ N 22 ]         |

## Titoli vinti
Di seguito l'elenco degli allenatori e direttori tecnici che hanno vinto trofei ufficiali alla guida del Milan.
| Nome                 | A | B | CI | SI | UCL | CdC | SU | CmC | Totale |
| -------------------- | - | - | -- | -- | --- | --- | -- | --- | ------ |
| Nereo Rocco          | 2 |   | 3  |    | 2   | 2   |    | 1   | 10     |
| Fabio Capello        | 4 |   |    | 3  | 1   |     | 1  |     | 9      |
| Arrigo Sacchi        | 1 |   |    | 1  | 2   |     | 2  | 2   | 8      |
| Carlo Ancelotti      | 1 |   | 1  | 1  | 2   |     | 2  | 1   | 8      |
| Giuseppe Viani       | 3 |   |    |    | 1   |     |    |     | 4      |
| Herbert Kilpin       | 2 |   |    |    |     |     |    |     | 2      |
| Cesare Maldini       |   |   | 1  |    |     | 1   |    |     | 2      |
| Massimiliano Allegri | 1 |   |    | 1  |     |     |    |     | 2      |
| Daniele Angeloni     | 1 |   |    |    |     |     |    |     | 1      |
| Antonio Busini       | 1 |   |    |    |     |     |    |     | 1      |
| Lajos Czeizler       | 1 |   |    |    |     |     |    |     | 1      |
| Héctor Puricelli     | 1 |   |    |    |     |     |    |     | 1      |
| Luigi Bonizzoni      | 1 |   |    |    |     |     |    |     | 1      |
| Arturo Silvestri     |   |   | 1  |    |     |     |    |     | 1      |
| Nils Liedholm        | 1 |   |    |    |     |     |    |     | 1      |
| Massimo Giacomini    |   | 1 |    |    |     |     |    |     | 1      |
| Ilario Castagner     |   | 1 |    |    |     |     |    |     | 1      |
| Alberto Zaccheroni   | 1 |   |    |    |     |     |    |     | 1      |
| Vincenzo Montella    |   |   |    | 1  |     |     |    |     | 1      |
| Stefano Pioli        | 1 |   |    |    |     |     |    |     | 1      |
| Sérgio Conceição     |   |   |    | 1  |     |     |    |     | 1      |

## Record

### Presenze in partite ufficiali
Dati aggiornati al 17 agosto 2025
| In assoluto 1. Nereo Rocco: 459 2. Carlo Ancelotti: 420 3. Giuseppe Viani: 376 4. Fabio Capello: 300 5. Nils Liedholm: 280 6. Stefano Pioli: 240 7. Arrigo Sacchi: 220 8. Antonio Busini: 193 9. Massimiliano Allegri: 179 10. József Bánás: 173 | In campionati italiani 1. Nereo Rocco: 310 2. Giuseppe Viani: 306 3. Carlo Ancelotti: 283 4. Nils Liedholm: 213 5. Fabio Capello: 209 6. Antonio Busini: 187 7. Stefano Pioli: 183 8. József Bánás: 158 9. Arrigo Sacchi: 155 10. Massimiliano Allegri: 133 | In Coppa Italia 1. Nereo Rocco: 67 2. Fabio Capello Nils Liedholm: 39 3. Carlo Ancelotti: 37 4. Arrigo Sacchi: 31 5. Giuseppe Viani: 18 6. Ilario Castagner: 16 7. Gustavo Giagnoni: 15 8. Alberto Zaccheroni: 14 9. József Bánás Stefano Pioli: 13 10. Cesare Maldini: 12 |

| Nelle competizioni UEFA per club 1. Carlo Ancelotti: 96 2. Nereo Rocco: 63 3. Fabio Capello: 48 4. Stefano Pioli: 43 5. Massimiliano Allegri: 34 6. Arrigo Sacchi: 33 7. Giuseppe Viani: 30 8. Alberto Zaccheroni: 20 9. Nils Liedholm: 14 10. Cesare Maldini: 13 | Nelle comp. internazionali 1. Carlo Ancelotti: 98 2. Nereo Rocco: 80 3. Giuseppe Viani: 52 4. Fabio Capello: 48 5. Stefano Pioli: 43 6. Massimiliano Allegri: 34 7. Arrigo Sacchi 33 8. Nils Liedholm: 25 9. Alberto Zaccheroni: 20 10. Cesare Maldini: 13 |

1. ↑  Sono comprese, oltre alle competizioni UEFA per club cui ha partecipato il Milan (Coppa dei Campioni/Champions League, Coppa UEFA/Europa League, Supercoppa UEFA, Coppa Intercontinentale e Coppa delle Coppe) la Coppa del mondo per club FIFA, la Coppa delle Fiere, la Coppa Mitropa (escluse le gare di qualificazione), la Coppa Latina, la Coppa dell'Amicizia, e la Coppa delle Alpi.

### Vittorie in partite ufficiali
Dati aggiornati al 17 agosto 2025
| In assoluto 1. Nereo Rocco: 243 2. Carlo Ancelotti: 238 3. Giuseppe Viani: 203 4. Fabio Capello: 161 5. Stefano Pioli: 130 6. Nils Liedholm: 128 7. Arrigo Sacchi: 113 8. Antonio Busini: 110 9. Massimiliano Allegri: 92 10. Lajos Czeizler: 75 | In campionati italiani 1. Giuseppe Viani: 166 2. Carlo Ancelotti: 163 3. Nereo Rocco: 160 4. Fabio Capello: 110 5. Stefano Pioli: 108 6. Antonio Busini: 106 7. Nils Liedholm: 102 8. Arrigo Sacchi: 80 9. Massimiliano Allegri: 74 10. Lajos Czeizler: 73 | In Coppa Italia 1. Nereo Rocco: 38 2. Carlo Ancelotti: 20 3. Fabio Capello: 17 4. Nils Liedholm: 16 5. Arrigo Sacchi: 15 6. Ilario Castagner: 10 7. Gustavo Giagnoni: 9 8. Giuseppe Viani: 8 9. József Bánás Cesare Maldini: 7 10. Massimiliano Allegri Siniša Mihajlović: 6 |

| Nelle competizioni UEFA per club 1. Carlo Ancelotti: 52 2. Nereo Rocco: 38 3. Fabio Capello: 31 4. Arrigo Sacchi Giuseppe Viani Stefano Pioli: 17 5. Massimiliano Allegri: 11 6. Cesare Maldini: 9 7. Vincenzo Montella Alberto Zaccheroni: 7 8. Gennaro Gattuso Nils Liedholm: 5 9. Paulo Fonseca Fatih Terim Giovanni Trapattoni: 4 | Nelle comp. internazionali 1. Carlo Ancelotti: 54 2. Nereo Rocco: 44 3. Fabio Capello: 31 4. Giuseppe Viani: 29 5. Arrigo Sacchi Stefano Pioli: 17 6. Massimiliano Allegri: 11 7. Nils Liedholm: 10 8. Cesare Maldini: 9 9. Vincenzo Montella Alberto Zaccheroni: 7 10. Gennaro Gattuso: 5 |

1. 1 2  Comprende i campionati ante girone unico (Campionato Federale, Prima Categoria, Prima Divisione e Divisione Nazionale), la Serie A e la Serie B esclusi gli eventuali spareggi.

1. ↑  Sono comprese, oltre alle competizioni UEFA per club cui ha partecipato il Milan (Coppa dei Campioni/Champions League, Coppa UEFA/Europa League, Supercoppa UEFA, Coppa Intercontinentale e Coppa delle Coppe) la Coppa del mondo per club FIFA, la Coppa delle Fiere, la Coppa Mitropa (escluse le gare di qualificazione), la Coppa Latina, la Coppa dell'Amicizia, e la Coppa delle Alpi.

## Riconoscimenti
Nella presente sezione vengono citati gli allenatori che possono vantare dei riconoscimenti a livello nazionale ed internazionale durante la loro militanza nel Milan. La società milanese vanta complessivamente il maggior numero di vincitori della Panchina d'oro: quattro allenatori per un totale di sei occasioni.

### A livello nazionale
| Seminatore d'oro 1. Nereo Rocco: 1962-1963 2. Arrigo Sacchi: 1988 3. Arrigo Sacchi: 1989 | Panchina d'oro 1. Fabio Capello: 1991-1992 2. Fabio Capello: 1993-1994 3. Alberto Zaccheroni: 1998-1999 4. Carlo Ancelotti: 2002-2003 5. Carlo Ancelotti: 2003-2004 6. Stefano Pioli: 2021-2022 | Migliore allenatore AIC 1. Alberto Zaccheroni: 1999 2. Carlo Ancelotti: 2004 3. Massimiliano Allegri: 2011 4. Stefano Pioli: 2022 |

| Migliore allenatore Gazzetta 1. Stefano Pioli: 2020 | Guerin d'oro 1. Arrigo Sacchi: 1988 2. Fabio Capello: 1992 3. Fabio Capello: 1996 4. Alberto Zaccheroni: 1999 |

1. ↑  Premio assegnato dalla Federazione Italiana Giuoco Calcio (FIGC) dal 1955 al 1990 al miglior allenatore del calcio italiano.
2. ↑  Premio assegnato dall'Associazione Italiana Allenatori Calcio (AIAC) dalla stagione 1990-1991 al miglior allenatore del campionato italiano di Serie A.
3. ↑  Premio assegnato dall'Associazione Italiana Calciatori (AIC) dalla stagione 1996-1997 al miglior allenatore del campionato italiano di Serie A.
4. ↑  Premio assegnato dalla Gazzetta dello Sport dal 1978, tramite votazione dei lettori, per celebrare i migliori atleti e le migliori squadre dello sport italiano e internazionale.
5. ↑  Premio assegnato dalla rivista Guerin Sportivo dal 1976 al 2000 al miglior allenatore della Serie A.

### A livello internazionale
| UEFA Club Football Awards 1. Carlo Ancelotti: 2003 | Allenatore dell'anno IFFHS 1. Carlo Ancelotti: 2007 | Allenatore dell'anno World Soccer 1. Arrigo Sacchi: 1989 2. Carlo Ancelotti: 2003 |

1. ↑  Trofeo istituito dall'Union of European Football Associations (UEFA) nel 1997 per i migliori calciatori ed allenatori attivi in Europa.
2. ↑  Trofeo assegnato dall'International Federation of Football History & Statistics (Istituto Internazionale di Storia e Statistiche del Calcio, IFFHS), organizzazione riconosciuta dalla FIFA, dal 1996.
3. ↑  Trofeo assegnato dalla rivista britannica World Soccer dal 1982.

### Hall of Fame
Nel 2000 la Federazione Italiana Giuoco Calcio e la Fondazione Museo del Calcio di Coverciano istituirono per la prima volta una Hall of Fame con l'obiettivo di riconoscere la vita e la carriera di diverse personalità del calcio in Italia. In quell'anno furono riconosciuti tredici personalità in sei categorie diverse, tra le quali cinque allenatori. Tale iniziativa fu riadottata da entrambe le istituzioni dieci anni dopo con la presentazione della Hall of Fame del calcio italiano a Firenze.
Nel 1998, durante la consegna del FIFA World Player of the Year 1997, la FIFA e l'International Football Hall of Champions (IFHOC), un'associazione senza fini di lucro inglese, presentarono l'International Hall of Champions, in cui furono inseriti un totale di 4 allenatori.
| Calcio italiano - Hall of Fame – I Magnifici del calcio italiano (2000): 1. Vittorio Pozzo - Hall of Fame del calcio italiano: Allenatore italiano: 1. Arrigo Sacchi (introdotto nel 2011) 2. Giovanni Trapattoni (introdotto nel 2012) 3. Fabio Capello (introdotto nel 2013) 4. Carlo Ancelotti (introdotto nel 2014) 5. Massimiliano Allegri (introdotto nel 2018) Premio alla memoria: 1. Vittorio Pozzo (introdotto nel 2011) 2. Nereo Rocco (introdotto nel 2012) 3. Nils Liedholm (introdotto nel 2016) 4. Cesare Maldini (introdotto nel 2016) 5. Giuseppe Viani (introdotto nel 2018) 6. Luigi Radice (introdotto nel 2019) | International Hall of Champions 1. Vittorio Pozzo |

### Esplicative
1. ↑  In precedenza la figura dell'allenatore era ricoperta da un dirigente accompagnatore (o ancora prima nel caso di Kilpin da un giocatore) che decideva la formazione, ma non necessariamente dirigeva gli allenamenti, cfr.  Enrico Tosi, Forza Milan! – La storia del Milan, Italia/Italy, maggio 2005.
2. ↑  Tra il 1899 e il 1903 Giannino Camperio disputò con il Milan solo partite amichevoli, tra cui la Medaglia del Re nel 1900.
3. 1 2  Insieme al direttore tecnico Óscar Tabárez.
4. 1 2  Nel 2001 insieme al direttore tecnico Cesare Maldini, nel 2014 ad interim.
5. 1 2 3 4 5  Insieme al direttore tecnico Antonio Busini.
6. ↑  Dal 1937 al 1938 insieme al direttore tecnico Hermann Felsner, nel 1939 insieme al direttore tecnico József Violak.
7. 1 2 3  Insieme al direttore tecnico Nereo Rocco.
8. 1 2 3 4  Insieme al direttore tecnico Giuseppe Viani.
9. 1 2 3 4  Direttore tecnico.
10. ↑  Compresa la stagione 1908, nella quale il Milan non prese parte al campionato per protesta.
11. ↑  Nel conteggio delle partite è esclusa Milan-Andrea Doria del 24 aprile 1910, non disputata per forfait della squadra ligure e pertanto vinta dal Milan a tavolino (1-0).
12. ↑  Insieme al direttore tecnico Fatih Terim.
13. ↑  Affiancato da Francesco Zagatti per 2 partite nel marzo 1982.
14. 1 2  Giocatore e allenatore contemporaneamente.
15. ↑  Dal 1964 al 1965 insieme al direttore tecnico Giuseppe Viani.
16. ↑  Dal 1972 al 1973 e da dicembre 1974 a febbraio 1975 insieme al direttore tecnico Nereo Rocco, nel 2001 direttore tecnico insieme all'allenatore Mauro Tassotti.
17. ↑  Dal 1961 al 1963 insieme al direttore tecnico Giuseppe Viani, dal 1972 come direttore tecnico.
18. ↑  Seedorf, ottenuta una deroga dal Settore Tecnico della FIGC, allenò la squadra pur non essendo ancora in possesso del "patentino" di allenatore, cfr.  Caso Schelotto: anche Mancini, Seedorf e Montella "senza patentino", su gazzetta.it, 10 febbraio 2016. URL consultato l'11 febbraio 2016.
19. ↑  Dal 1975 al 1976 insieme al direttore tecnico Nereo Rocco.
20. ↑  Dal 1958 come direttore tecnico.
21. ↑  Dal 1938 come direttore tecnico.
22. ↑  Insieme a Italo Galbiati.
23. 1 2  Uno scudetto e una Coppa dei Campioni vinti insieme al direttore tecnico Giuseppe Viani.
24. 1 2  Una Coppa Italia e una Coppa delle Coppe come direttore tecnico insieme all'allenatore Cesare Maldini.
25. ↑  Due scudetti come direttore tecnico, uno insieme all'allenatore Luigi Bonizzoni e l'altro con Nereo Rocco.
26. ↑  Come direttore tecnico insieme all'allenatore Nereo Rocco.
27. ↑  Come direttore tecnico insieme all'allenatore Lajos Czeizler.

### Bibliografiche
1. ↑  Panini, p. 72.
2. 1 2   Numeri da capogiro, su acmilan.com, 12 marzo 2007. URL consultato il 28 dicembre 2013.
3. ↑  Panini, p. 726.
4. ↑  Panini, p. 298.
5. ↑   Il Milan di Sacchi quarta squadra di sempre, su corriere.it, Corriere della Sera, 7 luglio 2007. URL consultato il 28 dicembre 2013.
6. ↑  Panini, p. 516.
7. ↑   Fabio Capello, su acmilan.com. URL consultato il 15 settembre 2011 (archiviato dall'url originale il 9 ottobre 2011).
8. ↑   Carlo Ancelotti, su acmilan.com. URL consultato il 15 settembre 2011.
9. ↑   Franco Ordine, Ancelotti si ferma a Firenze: "Il futuro? Nei prossimi giorni" [collegamento interrotto], su ilgiornale.it, il Giornale, 31 maggio 2009. URL consultato il 1º giugno 2009.
10. ↑  Francesco Zagatti affiancò Italo Galbiati per 2 partite.
11. ↑  Panini, pp. 723-726.
12. ↑  Tranne il recupero 18ª giornata.
13. ↑  Compreso il recupero 18ª giornata.
14. ↑  Tranne il recupero 6ª giornata.
15. ↑  Compreso il recupero 6ª giornata.
16. ↑  Ottavo di finale Coppa Italia.
17. ↑  Tranne il recupero 9ª giornata.
18. ↑  Panini, pp. 723-726.
19. ↑  (EN) History: Individual Honours,  p. 6. URL consultato il 14 gennaio 2011 (archiviato dall'url originale l'11 aprile 2012).
20. ↑   The Hall of Fame. La FIGC inaugura la galleria dei campioni del calcio italiano, su www2.raisport.rai.it, Rai Sport, 17 gennaio 2001. URL consultato il 18 febbraio 2013 (archiviato dall'url originale il 4 marzo 2016).
21. ↑  (EN) Hall of Fame - I magnifici del calcio italiano, su forza_azzurri.homestead.com. URL consultato il 21 gennaio 2013 (archiviato dall'url originale l'11 aprile 2012).
22. ↑   Oggi la consegna dei premi “Hall of Fame” del calcio italiano, su figc.it, 5 novembre 2011. URL consultato il 18 febbraio 2013 (archiviato dall'url originale il 2 dicembre 2011).
23. ↑  (EN) International Hall of Champions - Together - At Last, su fifa.com, 24 febbraio 1998. URL consultato il 22 febbraio 2013 (archiviato dall'url originale il 22 dicembre 2012).
24. ↑  (EN) Inductees - Managers/Administrators, su hallofchampions.com. URL consultato il 22 febbraio 2013 (archiviato dall'url originale il 24 settembre 2015).